# Manoel Pereira de Lacerda
Manoel Pereira de Lacerda (local e data de nascimento e morte ignorados) foi o décimo-quinto governador da capitania da Paraíba. Administrou a então província entre 28 de junho de 1675 e 9 de setembro de 1678 a mando da Coroa portuguesa.